# Chrosczütz

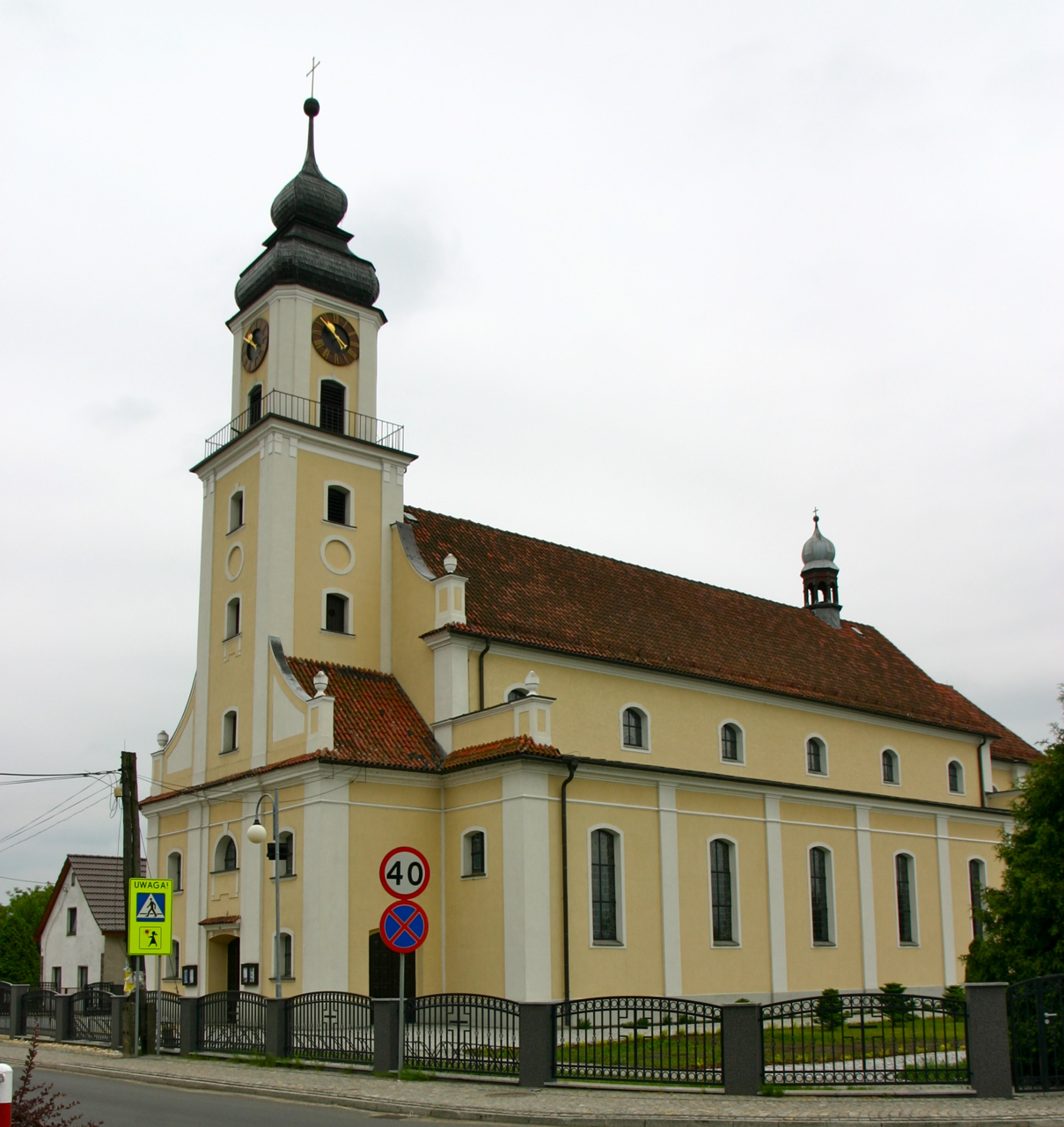
Kirche in Chrosczütz

Chrosczütz, poln. Chróścice (schlonsakisch Krościce, 1935–1945: Rutenau) ist eine Ortschaft in der oberschlesischen Landgemeinde Groß Döbern in Polen mit ca. 3.200 Einwohnern. Chrosczütz liegt rechts der Oder im Powiat Opolski in der Woiwodschaft Oppeln innerhalb eines Gebiets mit einem überwiegenden Anteil der deutschen Minderheit.

## Geographie

### Geographische Lage
Chrosczütz liegt vier Kilometer westlich vom Gemeindesitz Groß Döbern und 15 Kilometer nordwestlich von der Kreisstadt und Woiwodschaftshauptstadt Oppeln. Die Ortschaft liegt an der Wojewodschaftsstraße Droga wojewódzka 457.

### Nachbarorte
Nachbarorte von Chrosczütz sind im Nordwesten Stare Siołkowice (Alt Schalkowitz), im Nordosten Kupp (Kup), im Osten Groß Döbern (Dobrzeń Wielki) und im Süden Narok (Norok).

## Geschichte
Die erste urkundliche Erwähnung des Ortes stammt aus dem Jahr 1268. Die erste Kirche des Ortes wurde 1378 erbaut. In einer Aufstellung von 1523 werden 26 Bauern gezählt. 1680 öffnete die erste Volksschule. 1804 wurde mit dem Bau der Kirche St. Hedwig begonnen, die vier Jahre später fertiggestellt wurde.
Bei der Volksabstimmung in Oberschlesien am 20. März 1921 stimmten 1177 Wahlberechtigte für einen Verbleib bei Deutschland und 816 für Polen. Chrosczütz verblieb beim Deutschen Reich. 1933 lebten im Ort 3320 Einwohner. Am 25. September 1935 wurde der Ort in Rutenau umbenannt. 1936 und 1937 wurde die Kirche um zwei Kirchenschiffe erweitert. 1939 hatte der Ort 3339 Einwohner. Im Januar 1945 gab es mehrere Brände durch die Kriegseinwirkungen des auslaufenden Zweiten Weltkrieges. Bis 1945 befand sich der Ort im Landkreis Oppeln.
1945 kam der Ort zur Volksrepublik Polen, wurde in Chróścice umbenannt und der damaligen Woiwodschaft Breslau angeschlossen. 1950 kam der Ort zur Woiwodschaft Oppeln. 1999 kam der Ort zum wiedergegründeten Powiat Opolski. Am 22. April 2009 wurde in der Gemeinde Groß Döbern, der Chrosczütz angehört, Deutsch als zweite Amtssprache eingeführt und am 1. Dezember 2009 erhielt der Ort zusätzlich den amtlichen deutschen Ortsnamen Chrosczütz.

## Sehenswürdigkeiten
- Katholische Kirche aus dem Jahr 1937 mit Elementen von ca. 1820
- Chrosczütz besitzt eine große Anzahl an Bildstöcken. Neun Bildstöcke, meist im neogotischen Stil, befinden sich im ganzen Ort.
- Eine Kapelle von ca. 1930
- Ein Glockenturm aus dem Jahr 1878

## Söhne und Töchter des Ortes
- Gernot Duda (1928–2004) – deutscher Synchronsprecher, Theater- und Fernsehschauspieler
- Gunther Duda (1926–2010) – deutscher Internist und Buchautor
- Helmut Klapper (1932–2019) – deutscher Limnologe
- Simon Sobeich (1749–1832), römisch-katholischer Geistlicher und Theologe.
- Bertrand Zimolong (1888–1945) – Franziskanergelehrter, Buchautor[3]